# Кундуз

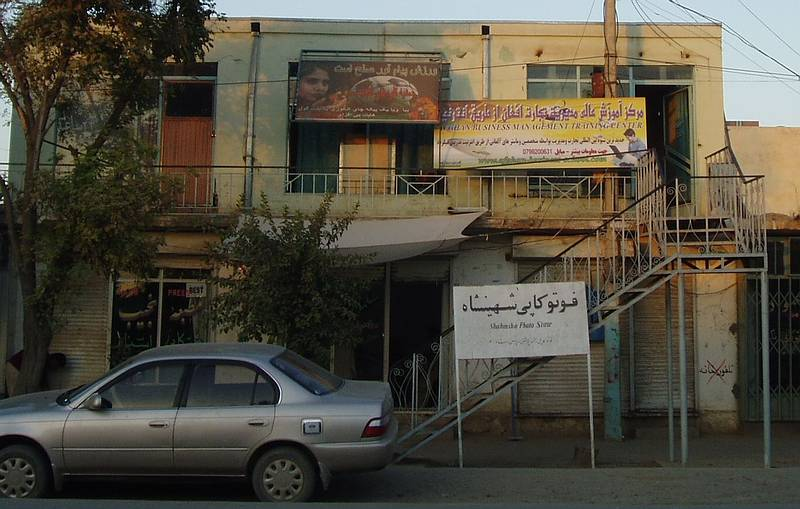
Школа бізнесу в Кундузі

Кундуз (дарі کندوز Konduz, пушту کندوز) — місто та адміністративний центр однойменної провінції на півночі Афганістану.

## Історія
В 329 році до н. е. повз місто Драпсака (інші варіанти назви — Дарапсу або Адрапсу) пройшли війська Олександра Македонського, які до того моменту мали серйозні проблеми з продовольством. Після смерті Олександра ця частина Бактрії поступово відкололася від його Імперії, багато місцевих князів перейняли буддизм. На думку сучасних істориків, які спираються на свідчення Страбона, сучасний Кундуз стоїть на місці Драпсаки. Ймовірно, що Драпсака могла перебувати також в районі Андарабу (сусідня з Кундузом провінція Баглан).
В Середньовіччя та Новий час територія сучасної провінції Кундуз була слабо освоєна. Наприкінці XIX століття з ініціативи Шер-Хана Нашера (або Наширі) була утворена провінція, центром якої і став Кундуз. Основною причиною розвитку регіону стало сільське господарство, а саме сприятливі умови для вирощування бавовни. Заснована спільно з британцями бавовняна кампанія в останні роки (після вигнання талібів) поступово відроджується — відкриваються невеликі заводи з виробництва бавовни.
Під час Афганської війни (1979—1989) Кундуз через географічну близькість до кордонів СРСР мав важливе стратегічне значення для радянського контингенту військ.
В 2001 році за Кундуз йшли запеклі бої між військами на чолі з Ахмадом Шахом Масудом і рухом Талібан. У вересні Масуд був убитий, проте Північний альянс так і не дозволив ісламістам опанувати всією територією Афганістану.
3 жовтня 2015 року через авіаналіт авіації НАТО на лікарню міжнародної організації «Лікарі без кордонів», за даними ЗС Афганістану (вони запросили допомогу сил альянсу) в ній знаходились терористи-таліби, щонайменше 22 мирних мешканці загинуло; у той же час у місті та біля нього тривали бої між ЗС Афганістану і талібами.

## Клімат
Кундуз знаходиться в перехідній між середземноморським та тропічним кліматом степовій зоні, котра характеризується посушливим кліматом напівпустель. Найтепліший місяць — липень із середньою температурою 31.1 °C (88 °F). Найхолодніший місяць — січень, із середньою температурою 3,3 °С (38 °F).
| Клімат Кундуза          | Клімат Кундуза | Клімат Кундуза | Клімат Кундуза | Клімат Кундуза | Клімат Кундуза | Клімат Кундуза | Клімат Кундуза | Клімат Кундуза | Клімат Кундуза | Клімат Кундуза | Клімат Кундуза | Клімат Кундуза | Клімат Кундуза |
| Показник                | Січ.           | Лют.           | Бер.           | Квіт.          | Трав.          | Черв.          | Лип.           | Серп.          | Вер.           | Жовт.          | Лист.          | Груд.          | Рік            |
| Абсолютний максимум, °C | 21             | 25             | 27             | 32             | 40             | 43             | 45             | 42             | 38             | 32             | 27             | 20             | 45             |
| Середній максимум, °C   | 8              | 11             | 16             | 22             | 29             | 37             | 38             | 36             | 31             | 23             | 16             | 9              | 23             |
| Середня температура, °C | 3              | 6              | 10             | 16             | 21             | 28             | 30             | 28             | 23             | 16             | 9              | 4              | 16             |
| Середній мінімум, °C    | −1             | 1              | 5              | 10             | 14             | 20             | 23             | 21             | 16             | 10             | 3              | 0              | 10             |
| Абсолютний мінімум, °C  | −20            | −16            | −6             | −2             | 4              | 12             | 15             | 13             | 7              | −1             | −4             | −14            | −20            |
| Норма опадів, мм        | 30             | 50             | 90             | 70             | 30             | 0              | 0              | 0              | 0              | 0              | 20             | 10             | 340            |
| Днів з дощем            | 2              | 4              | 5              | 5              | 2              | 0              | 0              | 0              | 0              | 0              | 1              | 1              | 25             |
| Вологість повітря, %    | 82             | 78             | 78             | 74             | 56             | 27             | 25             | 26             | 28             | 36             | 69             | 82             | 55             |
| ----------------------- | -------------- | -------------- | -------------- | -------------- | -------------- | -------------- | -------------- | -------------- | -------------- | -------------- | -------------- | -------------- | -------------- |
| Джерело: Weatherbase    |                |                |                |                |                |                |                |                |                |                |                |                |                |

## Економіка
Як і інших містах Афганістану, у Кундузі, незважаючи на правління офіційних властей, що проголошують демократичні принципи, сильні середньовічні традиції у побуті, по відношенню до жінок тощо. Інфраструктура в місті знаходиться в зародковому стані. Є 2 готелі для іноземців, будуються комунікації.
У Кундузі вирощуються бавовна, рис, пшениця, кукурудза та дині. Взагалі, незважаючи на статус міста, у структурі економіки Кундузу переважає сільське господарство та переробка його продукції. Місцеві дині мають чудову репутацію і поставляються в Кабул.